# Sinterklaas & Diego: Het Geheim van de Ring
Sinterklaas & Diego: Het Geheim van de Ring is een Nederlandse Jeugdfilm uit 2014.

## Verhaal
De drukke dagen zijn weer begonnen voor Sinterklaas, er komen stapels brieven en de pakjeslijst wordt maar steeds langer, en het is voor Sinterklaas veel werk om op pakjesavond alle cadeautje te brengen. Sinterklaas gaat samen met Diego op weg naar de noordpool om hulp te vragen van de goede oude kerstman. Onderweg komen ze twee kinderen Max en Anna tegen die ook mee reizen naar de noordpool om Sinterklaas en Diego te helpen. Hun plan loopt verkeerd wanneer de boeven Famke en Yvette hun op de loer zitten.

## Rolverdeling
| Acteur                | Personage        |
| --------------------- | ---------------- |
| Peter Faber           | Sinterklaas      |
| Harold Verwoert       | Coole Piet Diego |
| Jeffrey Erens         | Stuntelpiet      |
| Bart Juwett           | Regelpiet        |
| Willian Kleinjan      | Piet Cuisine     |
| Nick Nielsen          | Goochel Piet     |
| Ron Groenewoud        | Boer             |
| Merel de Zwart        | Anna             |
| Jelle Ozinga          | Max              |
| Ron Boszhard          | Harres           |
| Iris Hesseling        | Nienke           |
| Ernst Daniël Smid     | De Kerstman      |
| Anna Speller          | Famke            |
| Coosje Smid           | Yvette           |
| Johnny Kraaijkamp jr. | De Kraai         |
| Jeroen Sakko          | Postbode         |
| Rob Mortze            | Agent            |
| Kay Roggen            | Piet             |
| Jim Ketting-Olivier   | Piet             |
| Roy van Breemen       | Piet             |
| Luc van Kuppenveld    | Piet             |